# 明加波拉
明加波拉（西班牙語：Minga Porá），是巴拉圭的城鎮，位於該國東部，由上巴拉那省負責管轄，距離東方市90公里和亞松森413公里，始建於1984年7月19日，海拔高度302米，2002年人口35,045。